# Aleurotrachelus longispinus
Aleurotrachelus longispinus es una especie de insecto hemíptero de la familia Aleyrodidae y la subfamilia Aleyrodinae. Se distribuyen por el sur de Asia.
Fue descrita científicamente por primera vez por Corbett en 1926.